# 2010
För andra betydelser, se 2010 (olika betydelser).
2010 (MMX) var ett normalår som började en fredag i den gregorianska kalendern. Det är även det första året på decenniet 2010-talet. Europeiska kommissionen har beslutat att 2010 är Europeiska året för bekämpning av fattigdom och social utestängning. FN har utsett 2010 till det internationella året för biologisk mångfald.

## Händelser

### Januari
- 1 januari

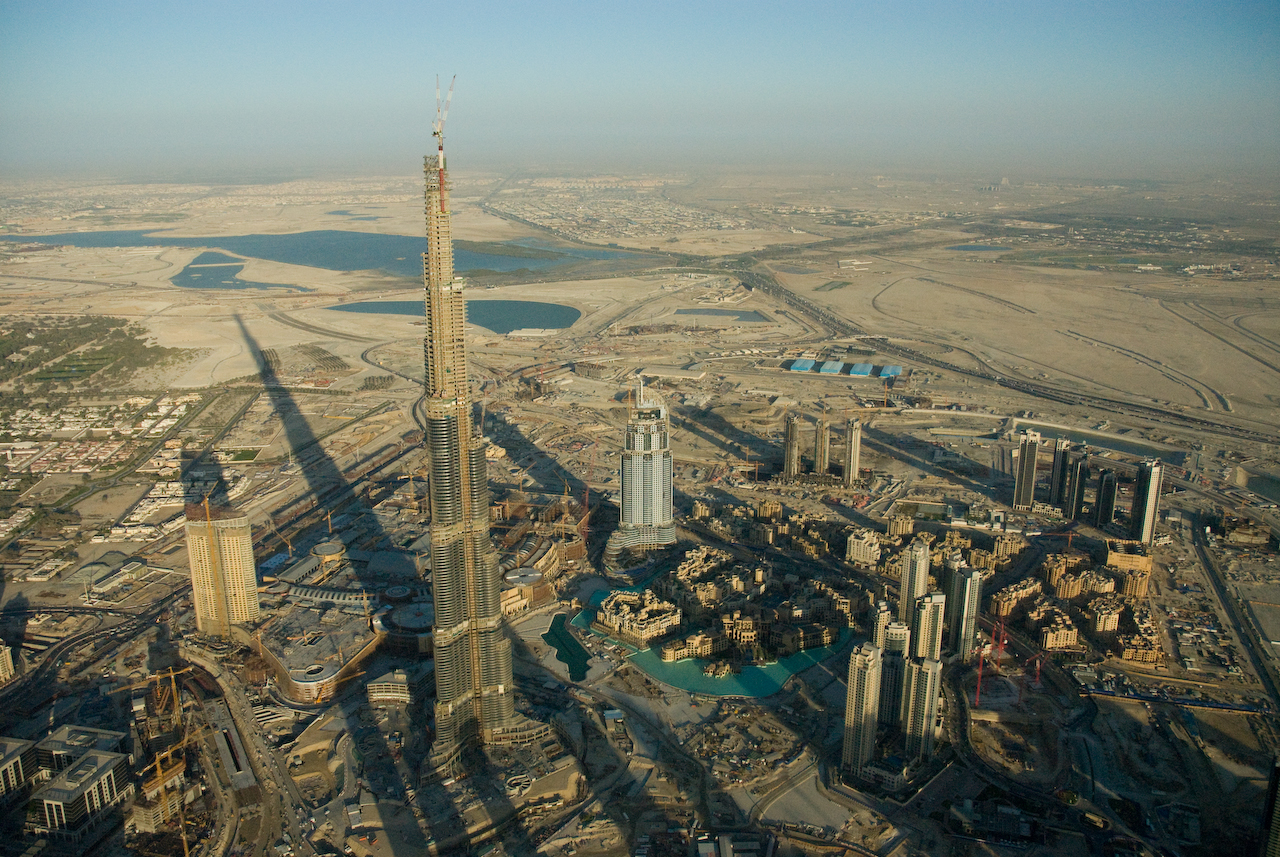
Världens hittills högsta byggnadsverk, den 828 meter höga skyskrapan Burj Khalifa, invigs i Dubai.

  - Spanien tar över som EU:s ordförandeland efter Sverige.
  - Finlands indelning i län avskaffas.[4]
  - I Sverige träder Försäkringskassans nya tuffare regler i kraft. Många "utförsäkras". Stora protester både före och efter årsskiftet
  - Kravet på kontrollmärken för svenska motorfordon avskaffas.
  - Minst 75 människor omkommer i jordskred och översvämningar i brasilianska delstaten Rio de Janeiro. Översvämningarna leder även till att landets enda kärnkraftverk tvingas stänga.
- 4 januari – Världens hittills högsta byggnadsverk, den 828 meter höga skyskrapan Burj Khalifa, invigs i Dubai.
- 5 januari – Extrem vinterkyla råder i många delar av Europa och Nordamerika.
- 7 januari – En 51-årig man kliver in på ett ABB-kontor i den amerikanska staden St Louis och öppnar eld mot personalen med en AK-47. Sju personer träffas varav tre av dem dör. Gärningsmannen tar därefter sitt eget liv efter att byggnaden omringats av polisen.
- 8 januari – Togos herrlandslag i fotboll utsätts för en terroristattack när laget i sin spelarbuss är på väg till det afrikanska mästerskapet i Angola. Tre personer ur sällskapet dödas och ett antal skadas.
- 9 januari – Ett kraftigt jordskalv med magnituden 6,5 på momentmagnitudskalan drabbar de norra delarna av Kalifornien, USA.

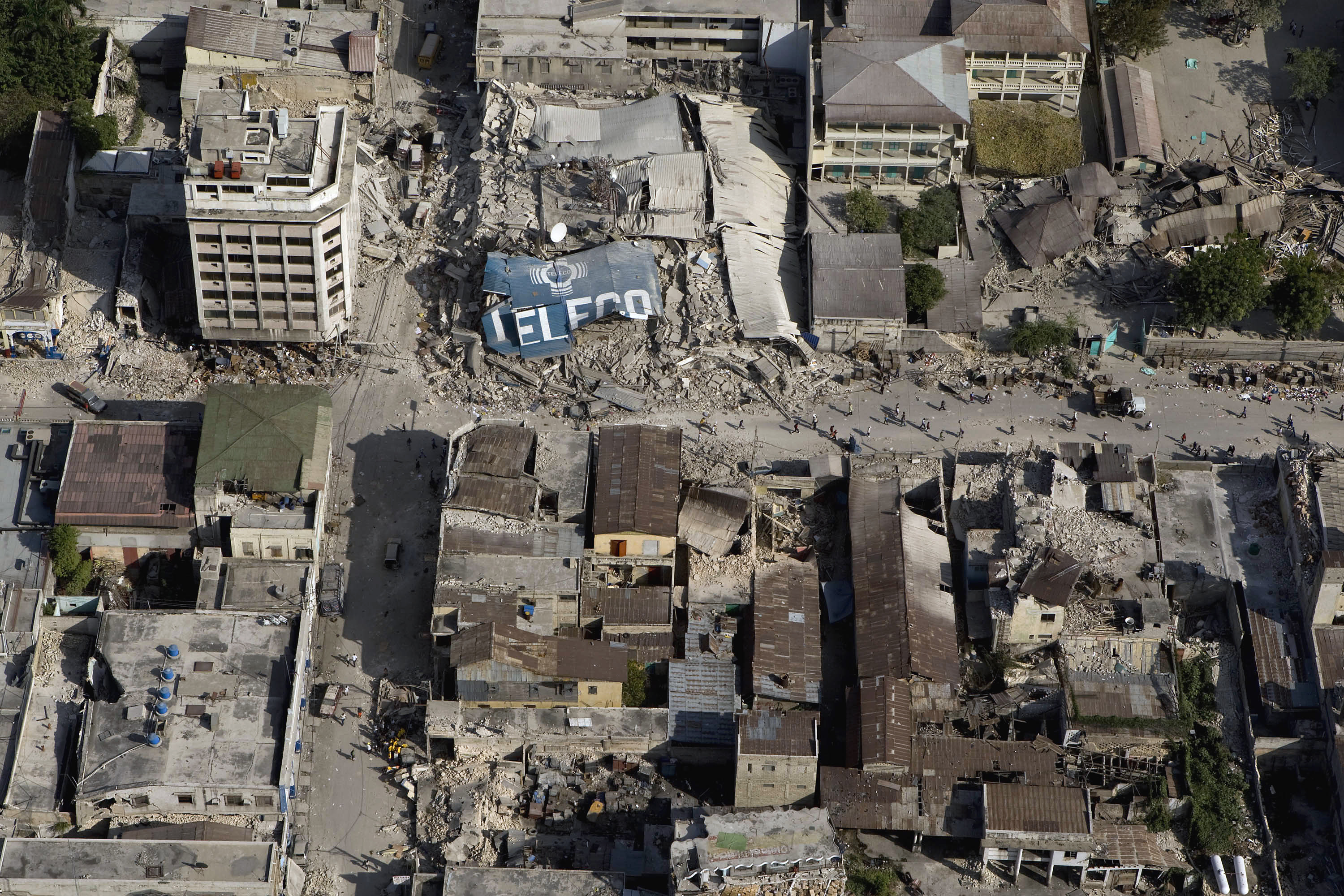
Jordbävning i Haiti.

- 12 januari – En kraftig jordbävning, med magnituden 7,0 på momentmagnitudskalan, drabbar Haiti. Över 150 000 människor befaras ha omkommit.
- 15 januari – En ringformig solförmörkelse är synlig över delar Afrika och Asien. Fenomenet varar i 11 minuter och 8 sekunder, vilket är nytt rekord för denna typ.
- 16 januari – Ett flygplan tillhörande Iran Air med 173 personer ombord kanar av startbanan när det är på väg att starta på Arlanda Flygplats i Stockholm. Dock skadas ingen fysiskt.
- 17 januari – Många Saabägare deltar i manifestationer på ett 30-tal platser runt om i världen i protest mot ägaren General Motors planer på att lägga ned biltillverkaren.
- 19 januari – Det japanska flygbolaget Japan Airlines begärs i konkurs.
- 20 januari – Ett kraftigt efterskalv med magnituden 6,1 på richterskalan skakar Haiti i sviterna efter det stora skalvet en dryg vecka tidigare
- 25 januari
  - Ethiopian Airlines Flight 409 med 90 passagerare ombord störtar i Medelhavet utanför Libanons kust strax efter start på huvudstaden Beiruts flygplats.
  - Filmen Avatar når förstaplatsen som mest inkomstbringande filmen någonsin, endast 39 dagar efter biopremiären.
- 26 januari – General Motors bekräftar att man låter sälja den svenska biltillverkaren Saab Automobile till den nederländska sportbilstillverkaren Spyker.
- 28 januari – Den tidigare länspolismästaren i Uppsala län, Göran Lindberg, häktas misstänkt för flera grova sexualbrott.

### Februari

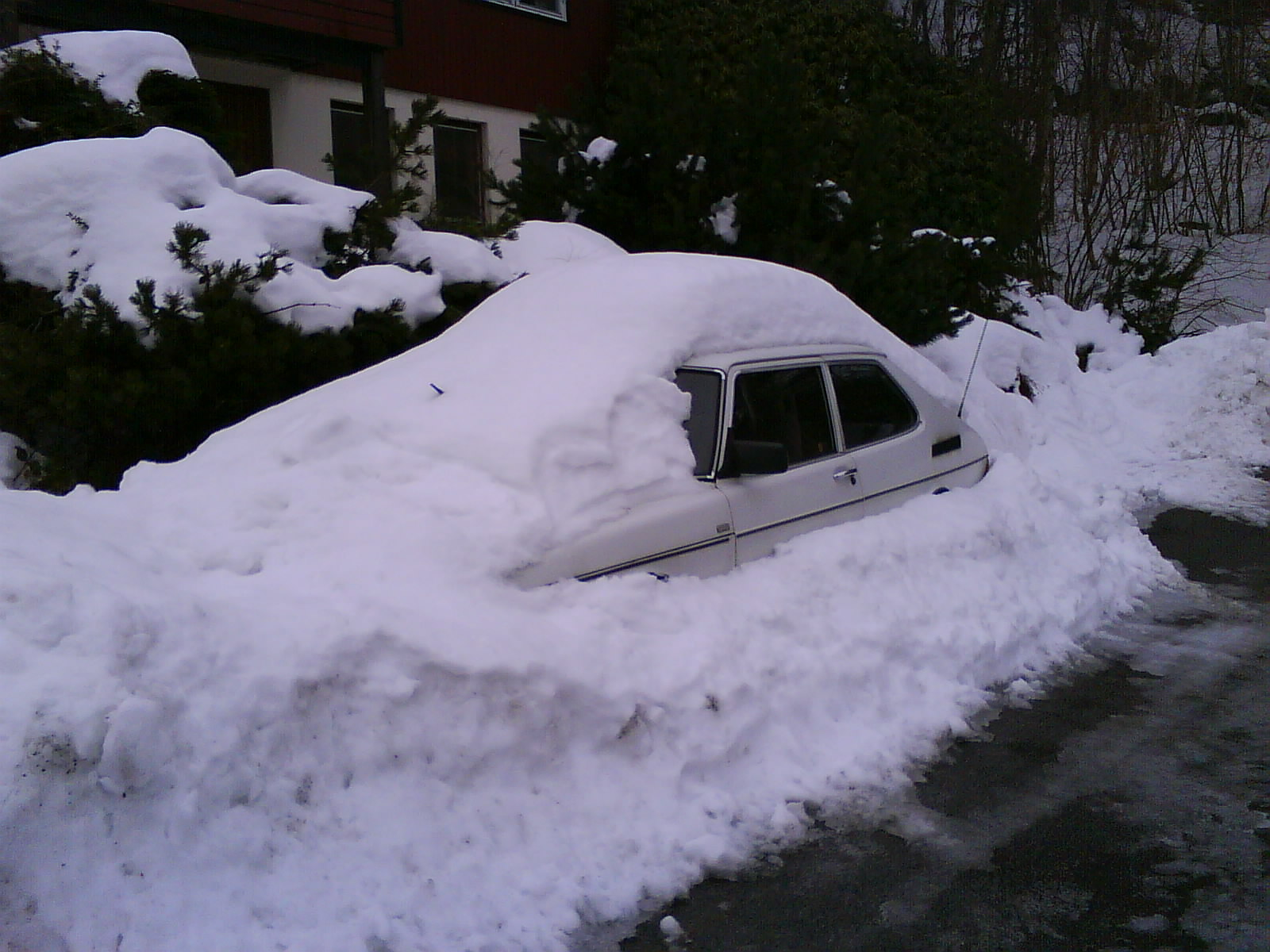
En Saab begraven under snö i snökaoset 2010. När bilden togs hade dock mycket hunnit smälta.

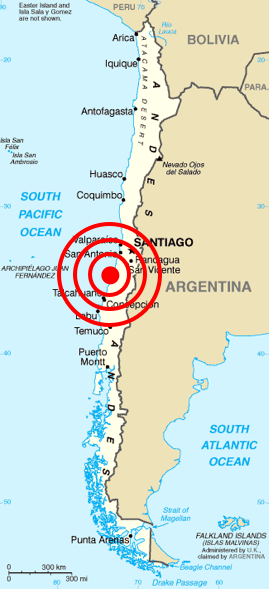
Jordbävningen utanför Chile.

- 1 februari–2 februari – De södra delarna av Sverige drabbas av ett snöoväder.
- 2 februari – Birgitta Ohlsson utses till Sveriges nya EU-minister efter Cecilia Malmström.
- 3 februari – Sveriges riksdag beslutar att avskaffa preskriptionstiden för ytterst allvarliga brott.
- 6–7 februari – USA:s huvudstad Washington D.C. med omnejd drabbas av den värsta snöstormen på över 100 år.
- 7 februari
  - I den andra omgången i presidentvalet i Ukraina segrar Viktor Janukovytj över premiärministern Julia Tymosjenko.
  - Två svenska tjänstgörande soldater och en lokalanställd tolk skjuts ihjäl i ett bakhåll under ett rutinuppdrag i norra Afghanistan.[5]
- 8 februari
  - Rymdfärjan Endeavour lyfter från Kennedy Space Center med sju astronauter ombord för en flygning till den Internationella rymdstationen ISS.

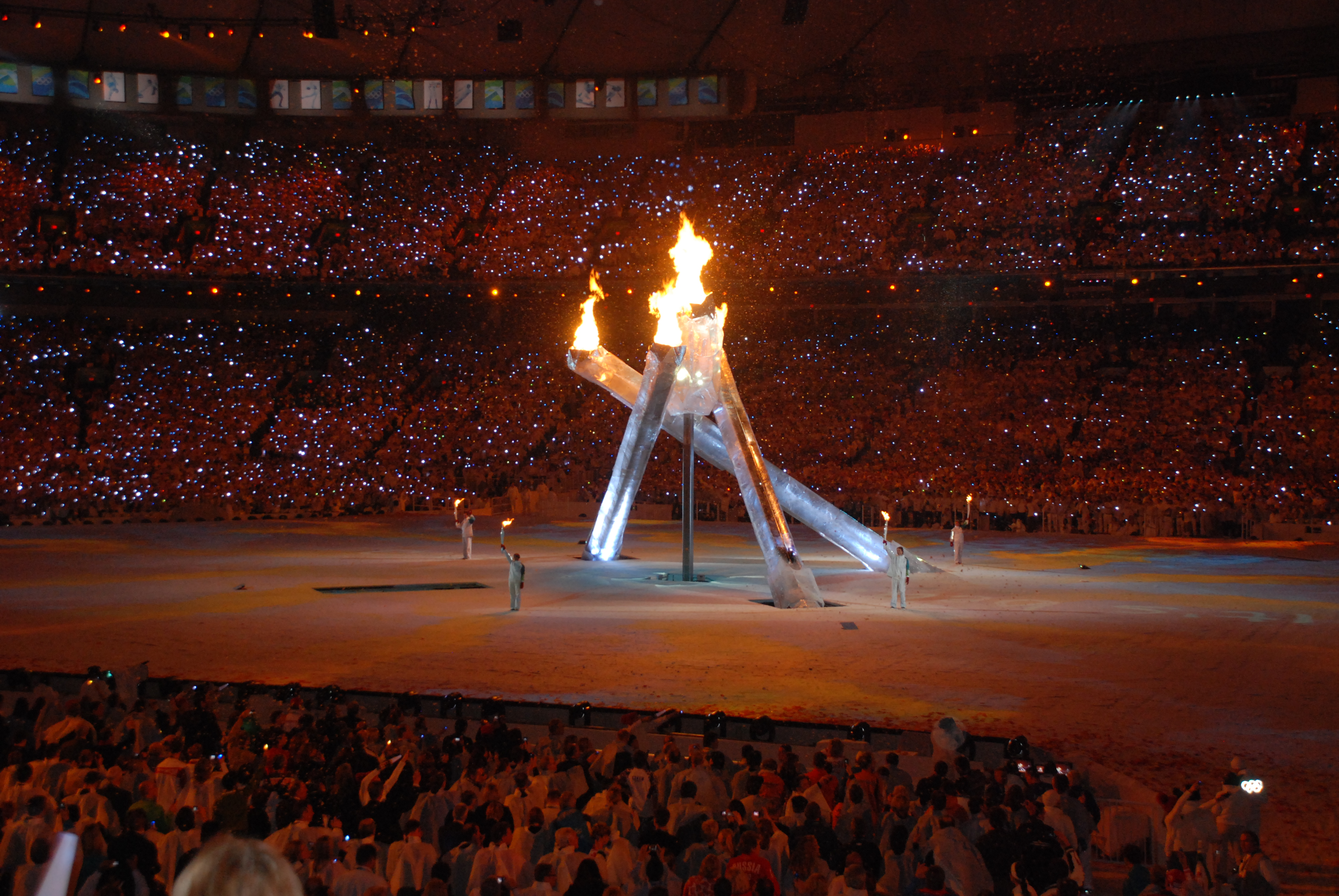
Olympiska vinterspelen i Vancouver

- 12–28 februari – De 21:a olympiska vinterspelen avgörs i Vancouver i Kanada.
- 15 februari
  - Enligt lag antagen av Sveriges riksdag läggs de tjugotvå länsrätterna ner och ersätts med 12 förvaltningsrätter (domstolar).
  - 20 personer omkommer och hundratals skadas när två passagerartåg frontalkolliderar i den belgiska staden Halle cirka 15 kilometer sydväst om Bryssel.
- 18 februari – Nigers president Mamadou Tandja störtas i en militärkupp.
- 19 februari – Ett jordskalv med styrkan 4,7 på richterskalan drabbar de norra och västra delarna av danska Jylland.
- 20 februari
  - Ett mycket kraftigt snöoväder lamslår de södra och mellersta delarna av Sverige.
  - 42 personer mister livet och många skadas när ett våldsamt oväder drar in över den portugisiska ön Madeira i Atlanten.
- 23 februari – Spyker Cars blir nya ägare till Saab Automobile efter att de sista avtalen med General Motors skrivits under.
- 27 februari – En kraftig jordbävning med 8,8 i magnitud på Momentmagnitudskalan drabbar Chile, varefter 809 människor omkommer. Tsunamivarningar utfärdas runt om i hela Stillahavsområdet, varav de flesta dock kan avblåsas.

### Mars
- 4 mars – Östersjöisen orsakar problem för färjetrafiken. Flera Finlandsfärjor kör fast i isen utanför Kapellskär och måste brytas loss med isbrytare.
- 6 mars
  - Ett våldsamt rån genomförs mitt under pågående TV-sänd pokerturnering i Berlin.
  - Island håller en folkomröstning angående godkännandet av den omtalade Icesave-lagen, vilket innebar att islänningarna skulle tvingas ersätta de nästan 5 miljarder dollar som nederländska och brittiska sparare förlorade när landets banker kraschade under finanskrisen 2008. Resultatet blir att 98,5 procent röstar nej och resterande 1,5 procent röstar ja.
- 7 mars – Ett väpnat rån genomförs mot en värdetransport vid Casino Cosmopol i Stockholm.
- 8 mars – 51 människor omkommer och över 100 skadas när ett kraftigt jordskalv drabbar de nordöstra delarna av Turkiet.
- 11 mars – Sveriges riksdag beslutar att erkänna Osmanska rikets förföljelser av armenier från 1915 till 1923 som folkmord.
- 12–21 mars – Årets paralympiska vinterspel avgörs i Whistler i Kanada.
- 13 mars – Anna Bergendahl vinner svenska Melodifestivalen 2010 med låten This Is My Life.
- 14–21 mars – Regionval hålls i Frankrike
- 15 mars – En man grips misstänkt för att ha hotat att genomföra en skolmassaker på Kungliga tekniska högskolan i Stockholm.
- 19 mars – 200 människor omkommer i ett gigantiskt jordskred i en guldgruva strax utanför Freetown i Sierra Leone.
- 21 mars
  - Med siffrorna 219 mot 212 röstar det amerikanska representanthuset igenom president Barack Obamas sjukvårdsreform.
  - Vulkanen vid Eyjafjallajökull på södra Island får ett utbrott och minst 500 människor tvingas evakueras från sina hem.
- 22 mars – Bilproduktionen på Saab Automobile återupptas vid Stallbackaverken efter mer än två månaders uppehåll.
- 24 mars
  - Våldtäkterna i Bjästa uppmärksammas genom reportage i SVT:s Uppdrag granskning.
  - Tre människor omkommer och flera skadas i en svår tågolycka i ett industriområde i de centrala delarna av den norska huvudstaden Oslo.
- 26 mars – Meteoroiden 2004 FU162 passerar förbi Jorden.
- 28 mars – Den svenska biltillverkaren Volvo Personvagnar säljs till kinesiska Geely Automobile.
- 29 mars – 38 människor omkommer och över 70 skadas när två självmordsbombare utlöser varsin sprängladdning i Moskvas tunnelbana mitt under morgonrusningen.

### April

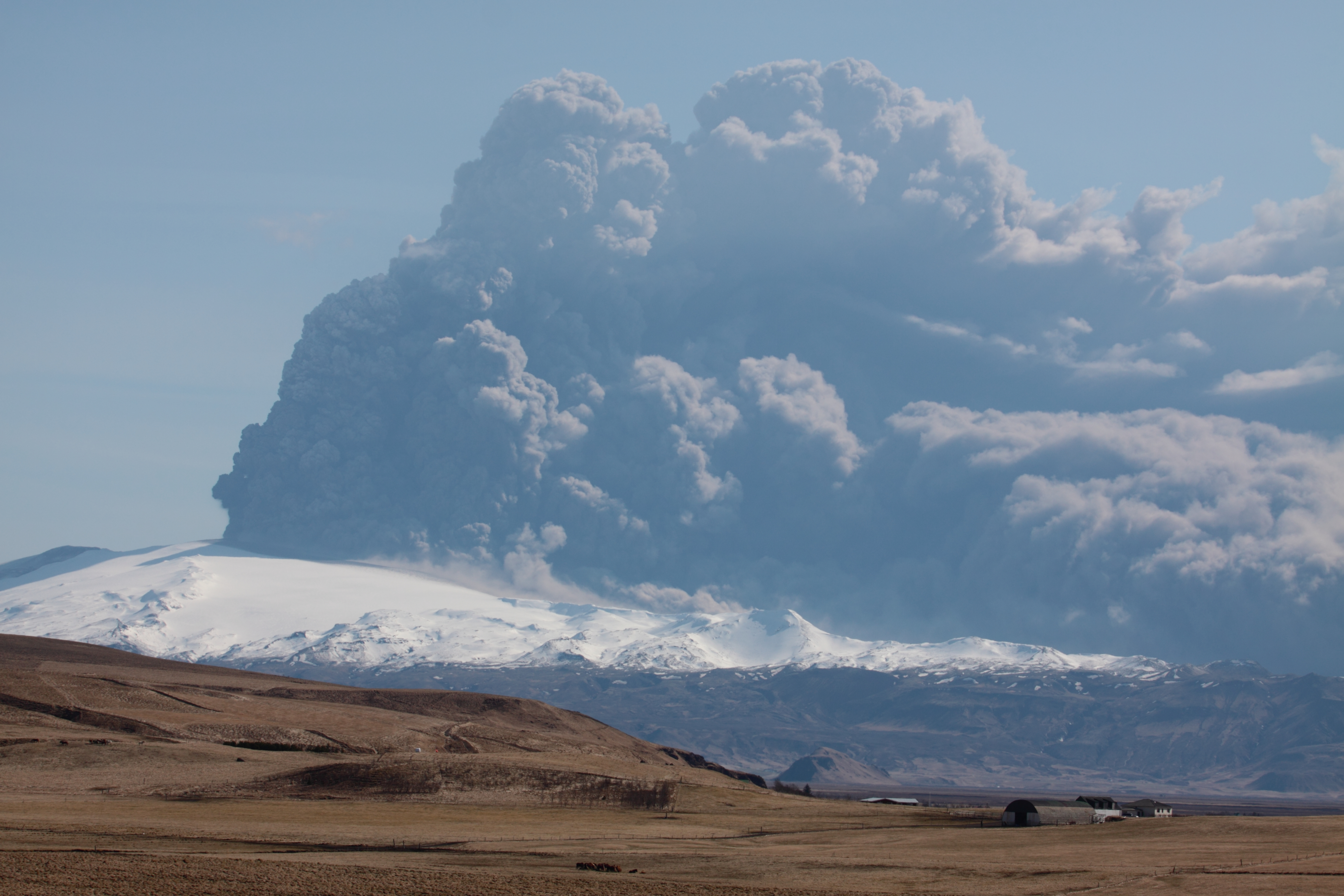
Eyjafjallajökulls utbrott.

Flygolyckan i Smolensk.

Oljeutsläpp i Mexikanska golfen

- 4 april – En kraftig jordbävning med styrkan 7,2 på momentmagnitudskalan drabbar de norra delarna av Mexiko och de sydvästra delarna av USA.
- 7 april – Kirgizistans sittande regering störtas av oppositionsanhängare i en blodig revolt där minst 76 människor dödas.
- 10 april – Polens president Lech Kaczyński och 89 andra högt uppsatta politiker, regeringstjänstemän samt militärer omkommer när landets regeringsplan störtar i närheten av den ryska staden Smolensk.
- 12 april – 12 människor omkommer och tiotals skadas i en allvarlig tågolycka orsakat av ett jordskred inträffar i norra Italien strax utanför Merano nära gränsen till Schweiz.
- 14 april
  - Vulkanen vid Eyjafjallajökull på Island får ett nytt kraftigare utbrott som leder till att en stor del av flygtrafiken i Europa tvingas ställas in på grund av utsläpp av aska.
  - Ett kraftigt jordskalv med magnituden 7,1 på momentmagnitudskalan inträffar i den kinesiska provinsen Qinghai på Tibetplatån.
- 20 april – En oljerigg i Mexikanska golfen strax utanför den amerikanska delstaten Louisianas kust exploderar, vilket resulterar i ett omfattande oljeutsläpp.
- 22 april – Belgiens premiärminister Yves Leterme lämnar in sin avskedsansökan.
- 24 april – Svenska hovet meddelar att förlovningen mellan Prinsessan Madeleine och Jonas Bergström bryts och att det planerade bröllopet till hösten ställs in.
- 25 april – Heinz Fischer blir omvald som Österrikes förbundspresident för en andra mandatperiod på sex år.[6]

### Maj

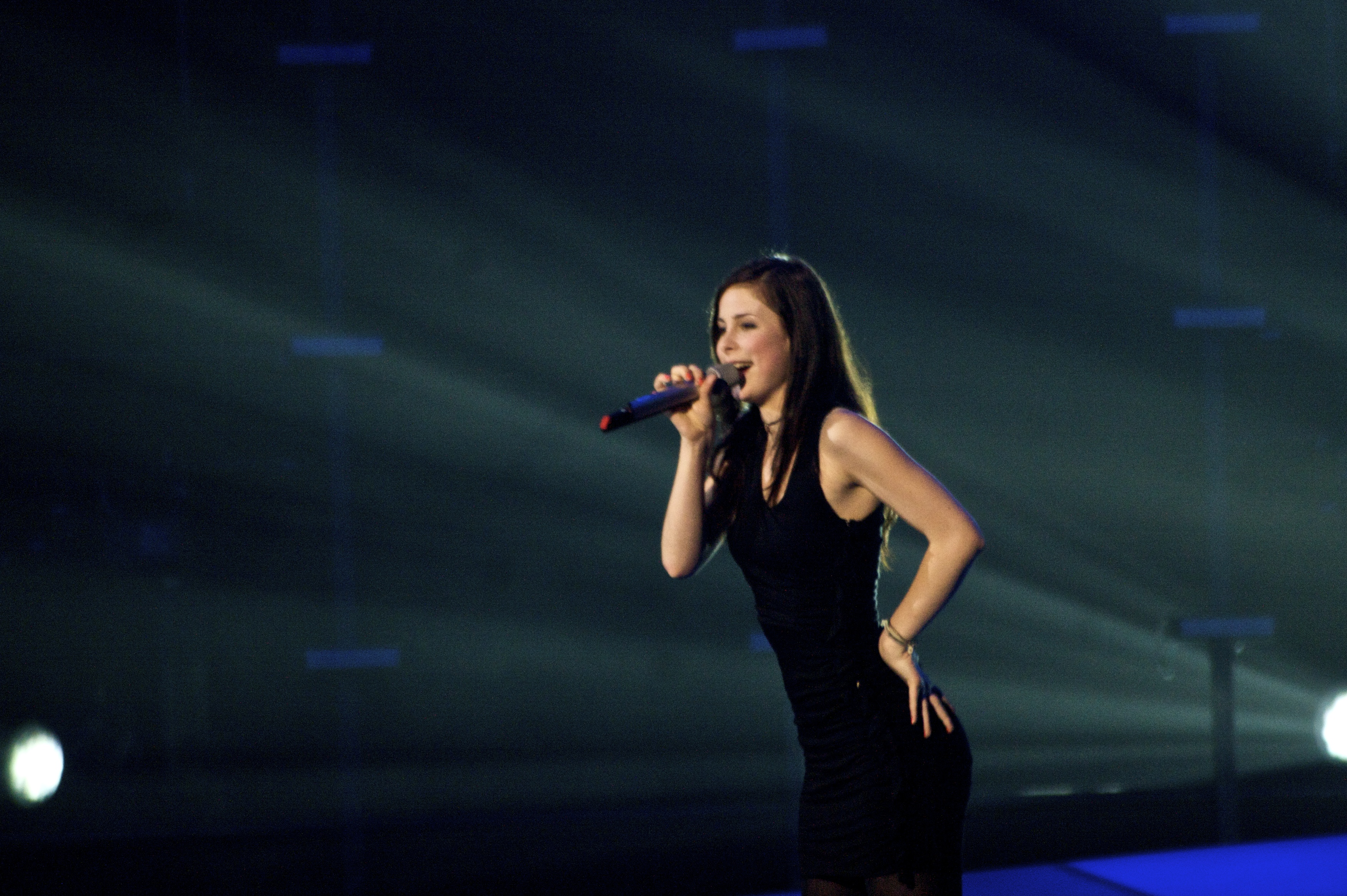
Lena Meyer-Landrut, vinner ESC 2010.

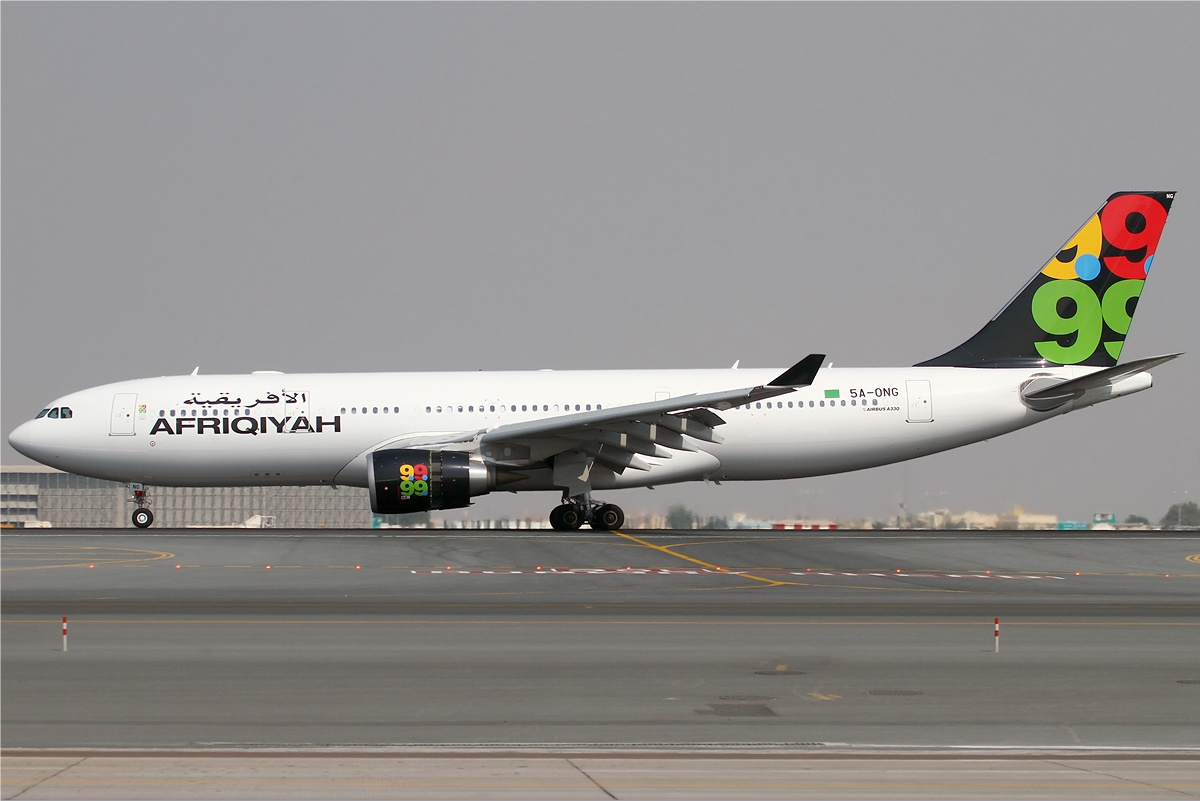
105 personer omkommer när ett flygplan tillhörande det libyska flygbolaget Afriqiyah Airways exploderar under landning på huvudstaden Tripolis internationella flygplats.

- 1 maj – Världsutställningen Expo 2010 invigs i kinesiska Shanghai.
- 5 maj – Våldsamma upplopp utbryter i Greklands huvudstad Aten i protest mot den grekiska regeringens hantering av landets akuta ekonomiska problem.
- 6 maj – Ett parlamentsval hålls i Storbritannien, där det konservativa Torypartiet får flest röster med 306 mandat, vilket dock inte är tillräckligt för att kunna bilda en majoritetsregering. Labourpartiet, som har innehaft makten sedan 1997, lider nederlag.
- 8 maj – Val hålls i Filippinerna.
- 10 maj – Europeiska unionen godkänner ett krispaket på drygt 700 miljarder euro, ungefär 7000 miljarder kronor, till EU-länder med budgetproblem.
- 11 maj
  - Storbritanniens premiärminister Gordon Brown avgår till följd av sitt partis nederlag i parlamentsvalet den 6 maj och efterträds av David Cameron. Brown meddelar också att han permanent avgår som partiledare för Labour Party.
  - Den kontroversielle konstnären Lars Vilks blir överfallen under en föreläsning på Uppsala universitet.
  - En familj på två barn och en man mördas i sitt hem i Härnösand.
- 12 maj – 105 personer omkommer när ett flygplan tillhörande det libyska flygbolaget Afriqiyah Airways exploderar under landning på huvudstaden Tripolis internationella flygplats.
- 15 maj – Våldsamma sammandrabbningar utbryter mellan oppositionsanhängare, de så kallade "rödskjortorna", kravallpolis och regeringsstyrkor i den thailändska huvudstaden Bangkok.
- 20 maj – Fem olika tavlor målade av Pablo Picasso och Henri Matisse stjäls från ett konstmuseum i centrala Paris.
- 21 maj – 158 människor omkommer när en Boeing 737 tillhörande det indiska flygbolaget Air India kraschar under landning i staden Mangaluru i Indien.
- 23 maj – Parlamentsval, regionval och kommunval hålls i Etiopien.[7]
- 26 maj – Röda korsets förre kommunikationsdirektör Johan af Donner döms till fem års fängelse för grovt bedrägeri och förskingring.
- 27 maj
  - Ett rån genomförs mot Bukowskis auktionshus i centrala Stockholm, där rånarna kommer över smycken till ett värde av 12 miljoner kronor.
  - Den amerikanska kustbevakningen och oljebolaget BP meddelar att man lyckats stoppa den oljeläcka som uppstod i samband med explosionen av en oljerigg tidigare under året.
- 29 maj – I Oslo vinner Lena Meyer-Landruts låt Satellite, som får 246 poäng, finalen av den 55:e upplagan av Eurovision Song Contest.
- 30 maj – Oljebolaget BP meddelar att det nya försöket att stoppa oljeläckan i Mexikanska golfen åter har misslyckats och att oljan fortsätter att strömma ut med full styrka.
- 31 maj
  - Omkring nio människor dödas och flera skadas när israelisk militär bordar sex fartyg ur Free Gaza Movement på internationellt vatten när dessa är på väg till Gazaremsan med förnödenheter åt befolkningen.
  - Tysklands förbundspresident Horst Köhler avgår till följd av kritik mot uttalanden om Tysklands deltagande i kriget i Afghanistan.

### Juni

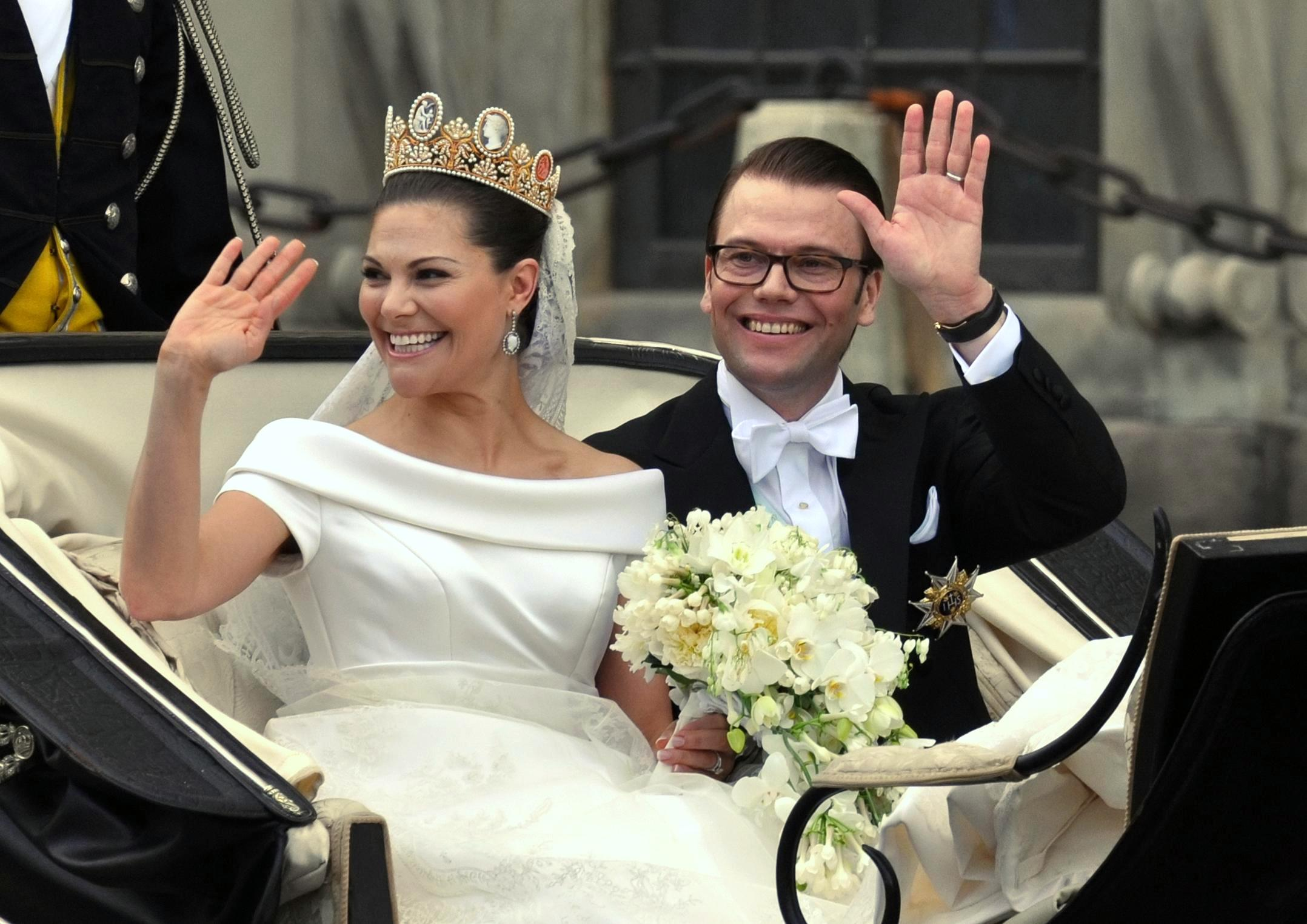
Sveriges kronprinsessa Victoria och Daniel Westling gifter sig

- 1 juni – Teracom förbereder det digitala marknätet i Sverige inför lanseringen av HDTV senare under året.[8]
- 2 juni – 12 personer dödas och ytterligare 25 skadas när taxichauffören Derrick Bird öppnar eld mot slumpvist utvalda människor under fem timmar runt om på olika platser i det engelska grevskapet Cumbria.
- 6 juni – En konjunktion inträffar mellan planeterna Jupiter och Uranus.
- 9 juni
  - Parlamentsval hålls i Nederländerna.
  - Is-hockeylaget Chicago Blackhawks vinner Stanley Cup efter 49 år.
- 11 juni – Årets världsmästerskap i fotboll, som hålls i Sydafrika, inleds.
- 13 juni – Val till Belgiens federala parlament hålls, efter att parlamentet upplöstes den 6 maj 2010.
- 19 juni – Sveriges kronprinsessa Victoria och Daniel Westling gifter sig [9].
- 20 juni - Afghanistan National Institute of Music grundas i Kabul i Afghanistan av Ahmad Naser Sarmast.
- 22 juni – Mari Kiviniemi efterträder Matti Vanhanen som Finlands statsminister.
- 24 juni – Julia Gillard efterträder Kevin Rudd som Australiens premiärminister och blir därmed den första kvinnan på posten.
- 30 juni
  - Filippinernas president Gloria Macapagal-Arroyo avslutade sin 6-åriga mandatperiod och sin 9-åriga tid på posten som började den 20 januari 2001.
  - Förbundsförsamlingen i Tyskland väljer Christian Wulff till ny förbundspresident och statschef i Tyskland.

### Juli
- 1 juli
  - Belgien övertar ordförandeskapet i Europeiska unionens råd efter Spanien.
  - Efter beslut i Sveriges riksdag den 16 juni 2009 avskaffas den svenska allmänna värnplikten,[10] som har funnits sedan 1901, i fredstid och ersättas med en frivillig grundläggande soldatutbildning.[11]
  - Det svenska kårobligatoriet avskaffas och därmed blir det frivilligt för studenter vid universitet och högskolor i Sverige att vara medlemmar i en studentkår.
- 4 juli – Bronisław Komorowski väljs till Polens president.
- 7 juli – Sveriges arbetsmarknadsminister Sven-Otto Littorin avgår av privata skäl. Han ersätts tillsvidare av migrationsminister Tobias Billström.

- 11 juli

Startelvorna i VM-finalen i fotboll 2010 mellan Spanien och Nederländerna.

  - Spanien blir världsmästare i fotboll i Sydafrika genom att besegra Nederländerna med 1-0 efter förlängning i finalen, vilket är Spaniens första slutseger i turneringen.
  - Total solförmörkelse, från Jorden endast synlig i södra Stilla havet (särskilt Påskön) och Sydamerikas sydspets.
- 13 juli – I Nordirlands största stad Belfast utbryter kravaller mellan protestantiska extremister och kravallpolis.
- 29 juli – Allvarliga skogsbränder utbryter i Ryssland efter extrem värmebölja.

### Augusti
- 5 augusti – Ett gruvras i San Joségruvan i den chilenska Atacamaöknen leder till att 33 gruvarbetare stängs inne på ett djup av 700 meter under marken.[12]
- 10 augusti – WHO förklarar att spridningen av svininfluensan numera är ytterst minimal.
- 19 augusti – USA:s sista stridande soldater lämnar Irak.

- 21 augusti

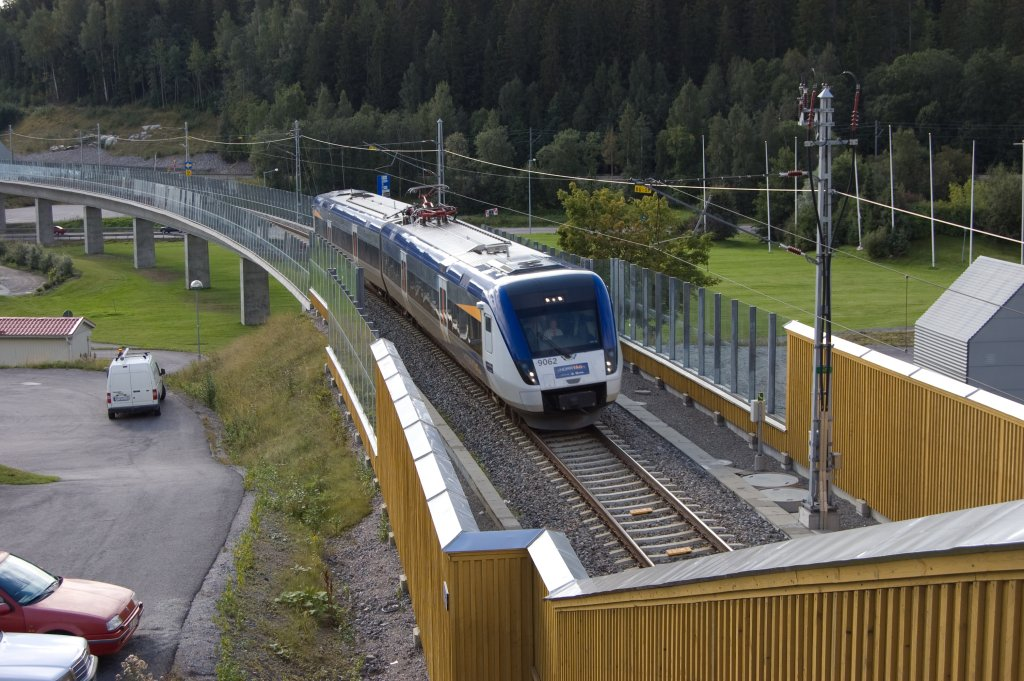
Botniabanan.

  - Parlamentsval hålls i Australien, inget parti får egen majoritet.
  - Invigning av Spårväg City i Stockholm.
- 28 augusti – Järnvägslinjen Botniabanan i norra Sverige invigs efter 11 års byggande [13]

### September
- 1 september – En ny luftfartslag börjar gälla i Sverige och innebär att det statliga monopolet på lokal flygledning avskaffas.
- 7 september – Den svenska TV-kanalen ZTV läggs ner och ersätts av betalkanalen TV10.
- 15 september – Världens största passagerarflygplan, Airbus 380 från tyska Lufthansa, landar för första gången på svensk mark. Detta sker på Arlanda Flygplats i Stockholm.
- 18 september – Parlamentsval hålls i Afghanistan.

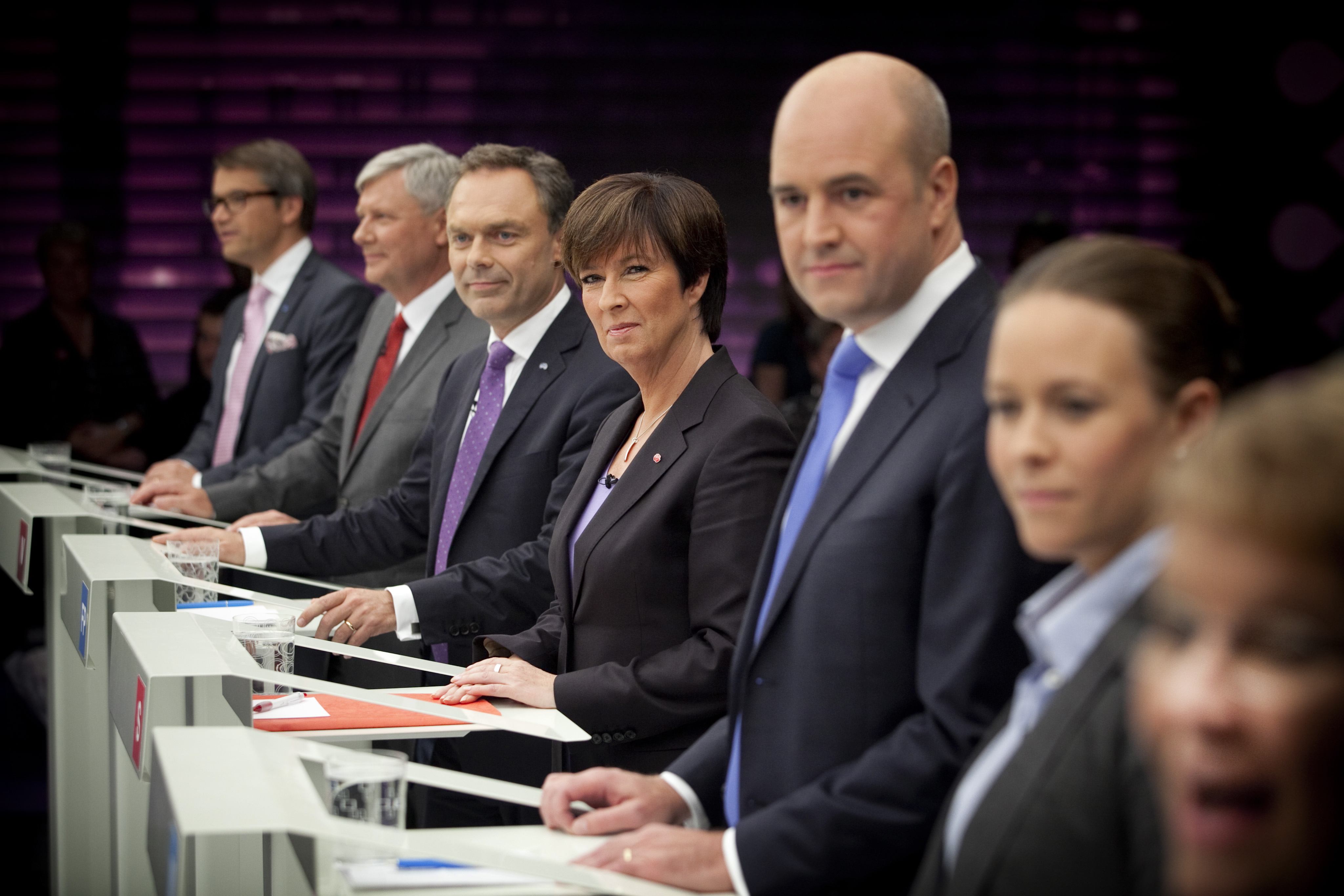
Riksdagsval i Sverige.

- 19 september – I Sverige hålls val till riksdag, landstingen och kommunerna. Den sittande borgerliga regeringskoalitionen Alliansen blir det största blocket, men får inte egen majoritet. Sverigedemokraterna blir för första gången invalda och får en vågmästarroll i Sveriges riksdag, som därmed för första gången får åtta partier.
- 22 september – Ytterligare en Konjunktion inträffar mellan planeterna Jupiter och Uranus.
- 25 september – Ed Miliband väljs till ny partiledare för brittiska Labourpartiet.
- 30 september – 50-öringen avskaffas som svenskt mynt.[14] Därmed försvinner ett mynt, som har funnits som svenskt betalningsmedel sedan 1857. Dessutom försvinner det sista öresmyntet ur svensk handel, efter att öre som mynt har funnits i nästan 500 år, sedan 1522. Öret finns dock kvar som räkneenhet.

### Oktober

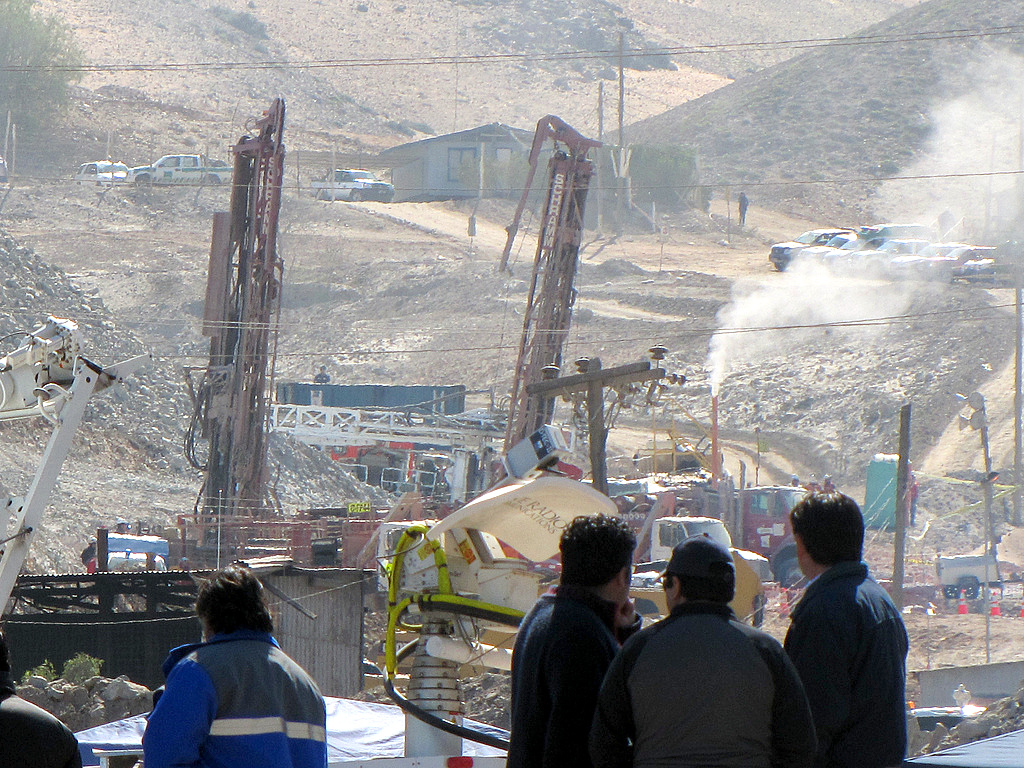
Gruvolycka i Chile.

- 3 oktober – I Brasilien genomförs allmänna val och presidentval, där ingen kandidat får egen majoritet.
- 3–14 oktober – Årets samväldesspel hålls i Delhi i Indien.
- 10 oktober – Nederländska Antillerna upplöses för att omdefiniera öarnas status.
- 13 oktober – De 33 gruvarbetare, som har suttit instängda 600 meter under marken i den chilenska San José-gruvan sedan gruvan rasade den 5 augusti blir alla räddade, genom att hissas upp med hjälp av en kapsel genom ett specialborrat hål.
- 14 oktober – Mark Rutte efterträder Jan Peter Balkenende som Nederländernas premiärminister efter långdragna regeringsförhandlingar
- 16 oktober – En 22-årig svensk soldat dödas i Afghanistan, vilket utlöser stor debatt i Sverige.

- 31 oktober

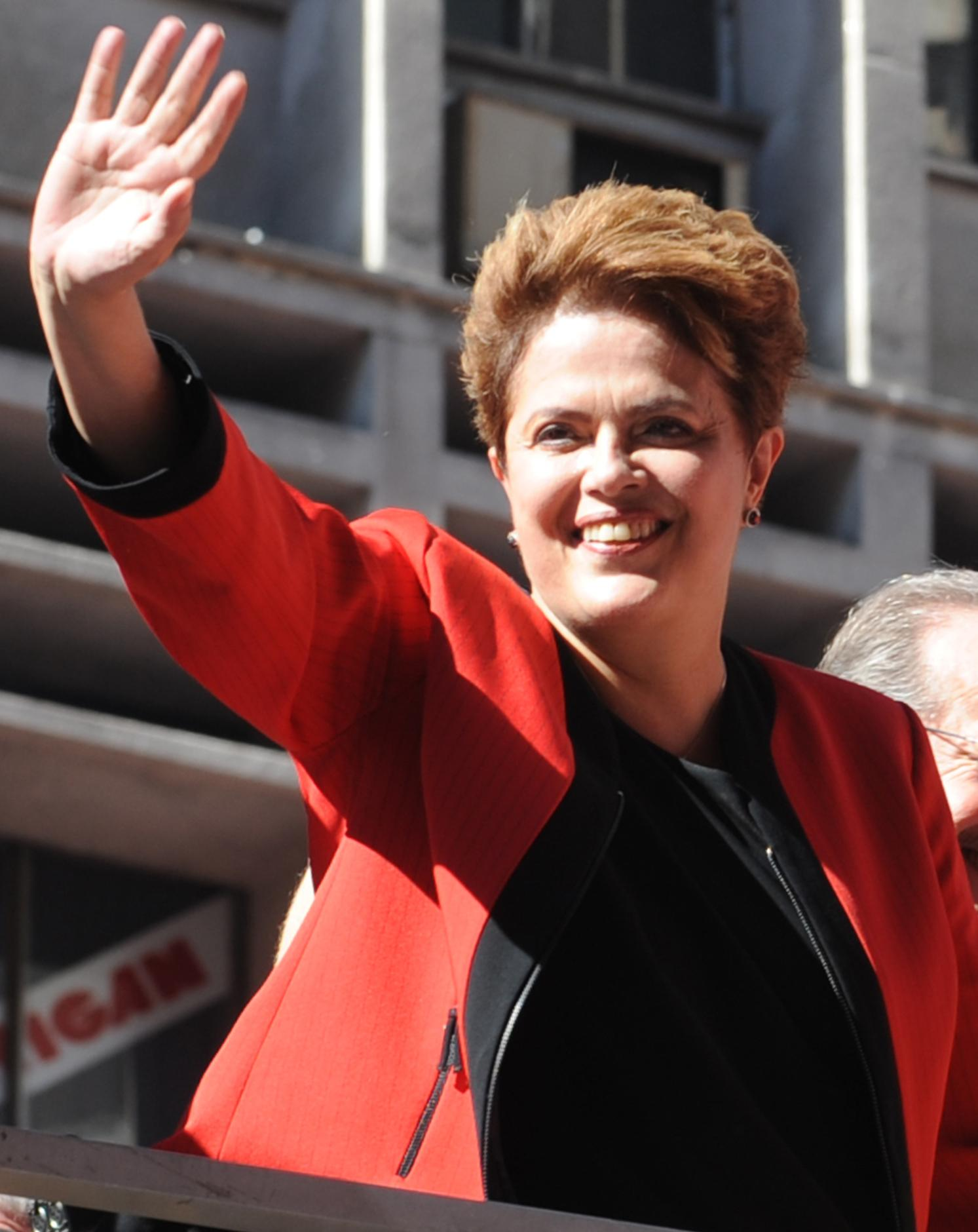
Dilma Rousseff väljs till president i den andra omgången av presidentvalet i Brasilien.

  - Dilma Rousseff väljs till president i den andra omgången av presidentvalet i Brasilien.
  - Världsutställningen i Shanghai stängs.

### November

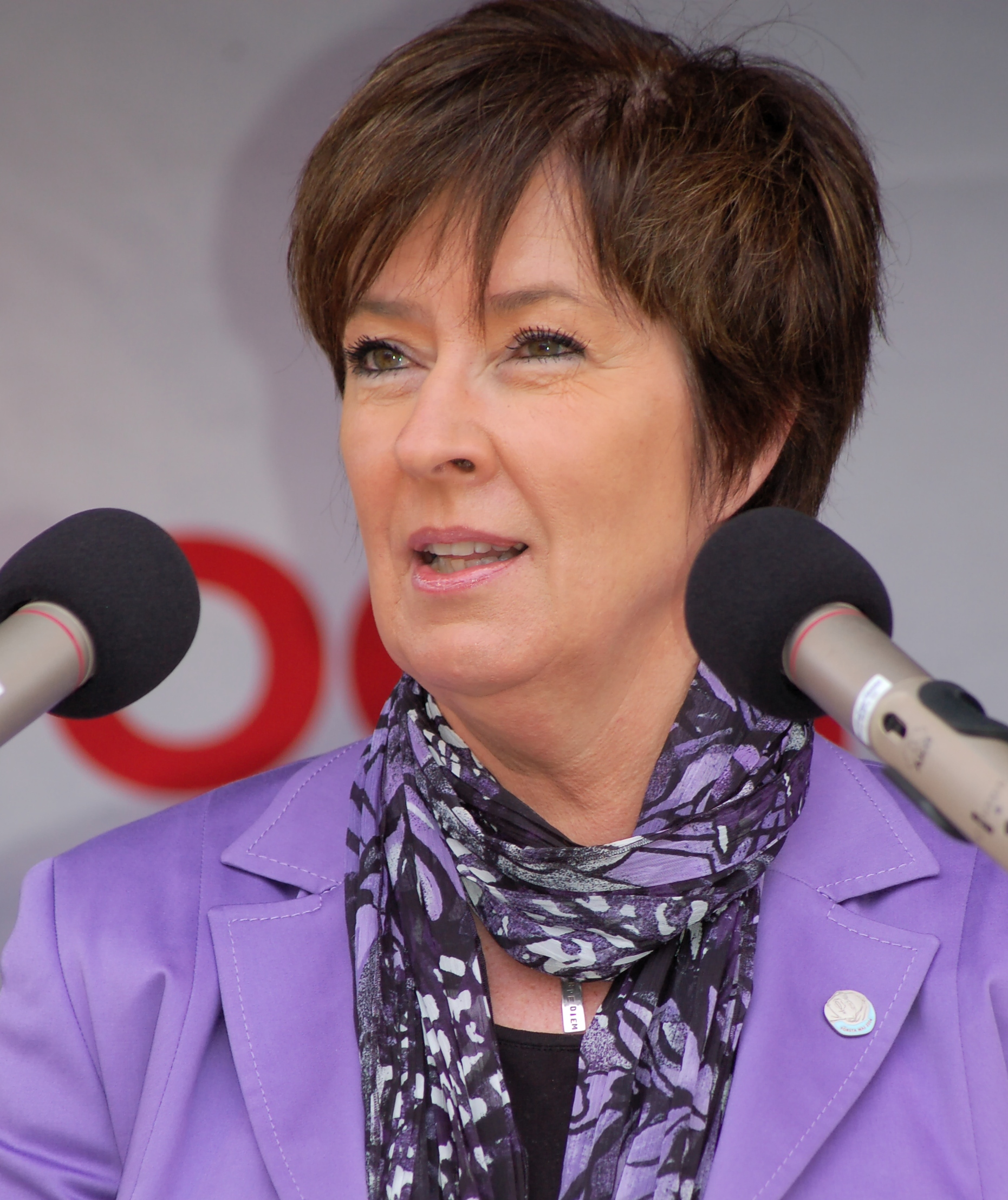
Mona Sahlin meddelar att hon tänker avgå som partiledare för Socialdemokraterna i mars året därpå.

- 2 november – I USA hålls mellanårsval, där republikanerna går starkt framåt på demokraternas bekostnad och tar kontrollen över representanthuset.
- 7 november  – Myanmar håller allmänna val.
- 9 november – När datorspelet Call of Duty: Black Ops släpps säljs 5,6 miljoner exemplar av det på 24 timmar under premiärdagen. Detta slår förra rekordet på 4,7 miljoner exemplar, vilket innehades av föregångaren Call of Duty: Modern Warfare 2.
- 12–27 november – De 16:e asiatiska spelen hålls i Guangzhou i Kina.
- 13 november
  - Myanmars oppositionsledare Aung San Suu Kyi friges efter mer än 20 år i husarrest.
  - I Iran arresteras flera kvinnliga advokater och jurister som kämpat för mänskliga rättigheter.
- 14 november – Mona Sahlin meddelar att hon tänker avgå som partiledare för Socialdemokraterna i mars året därpå.
- 19 november
  - Våldsamma kravaller inträffar i Haitis huvudstad Port-au-Prince där människor drabbar samman med FN-soldater som anklagas för att ha spridit koleran i landet.
  - Israeliska trupper anfaller fyra mål i Gazaområdet som svar på attacker därifrån.
- 20 november – Ett NATO-toppmöte mellan 48 länder angående Afghanistan avslutas och man kommer överens om att landets regering ska ta över styret 2014. Ett avtal skrivs också under mellan Nato och Ryssland om militärtransporter genom landet till Afghanistan. Man kommer dessutom överens om att Ryssland ska delta i utformningen av NATO:s missilförsvarssystem i Europa.
- 21 november – Israel börjar bygga en 25 mil lång barriär längs sin gräns mot Egypten.
- 22 november
  - Europeiska unionen röstar ja till att hjälpa Irland ur den ekonomiska krisen.
  - Ungefär 345 människor trampas ihjäl och lika många skadas i Kambodjas huvudstad Phnom Penh efter att panik bryter ut vid avslutningen av landets årliga vattenfestival.
- 23 november
  - Nordkorea, Angreppet på Yeonpyeong, avfyrar artillerigranater mot den sydkoreanska ögruppen Yeonpyeongdo, varvid en sydkoreansk soldat och två civila dödas samt flera hus skadas.
  - Storstockholms Lokaltrafik tillkännager att man ska köpa spårvagnar från spanska CAF till spårvägarna i Stockholm samt att Spårväg City ska förlängas till Ropsten.
- 24 november – Sveriges riksdag röstar igenom en av de mest omfattande ändringarna av den svenska grundlagen sedan 1974.

### December
- 2 december – Fifa beslutar att Världsmästerskapet i fotboll för herrar skall spelas i Ryssland 2018 och i Qatar 2022.
- 8 december – Det svenska rockbandet The Ark meddelar att de ämnar lägga ner bandet sommaren 2011.[15]

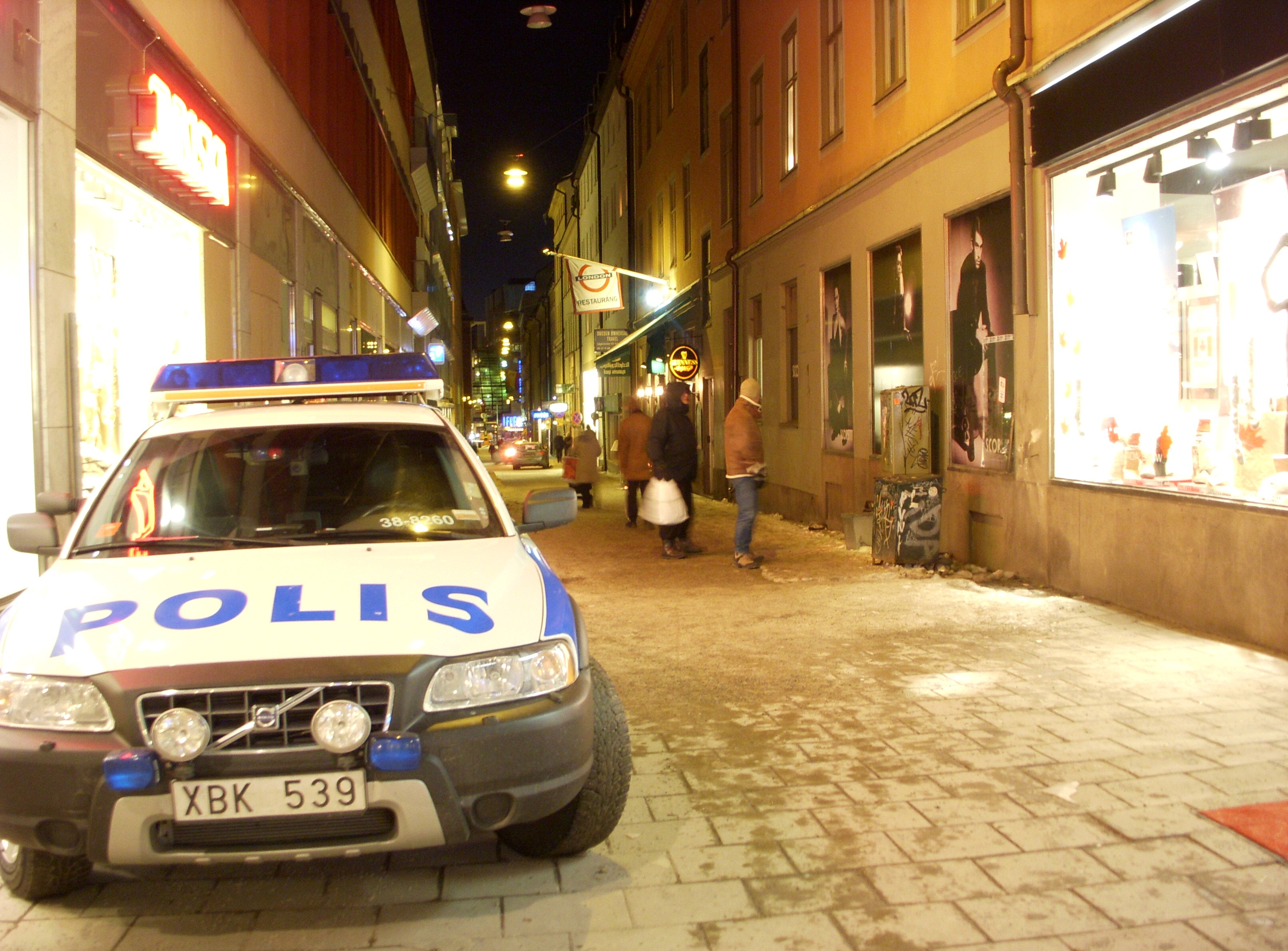
Bombdåd i Stockholm

- 11 december – En självmordsbombare spränger sig och sin bil i centrala Stockholm.[16][17]
- 19 december – Belaruss sittande president Aleksandr Lukasjenko vinner det belarusiska presidentvalet med 79 % av rösterna, men anklagas åter för valfusk.
- 20 december – Brittisk polis griper tolv personer misstänkta för terrorplaner i London.
- 21 december – En total månförmörkelse inträffar. Detta blir första gången sedan 1638, som en sådan sammanfaller med vintersolståndet.
- 23 december – USA:s senat godkänner det nya START-avtalet som innebär att man ska sänka innehavet av kärnvapen med 30 %.
- 24 december – Ryssland:s parlament godkänner det nya START-avtalet, som USA och Ryssland skrivit under.
- 30 december – Per Oscarsson och hans fru Kia Östling omkommer när deras hus brinner ner till grunden under natten till nyårsafton.

## Födda
- 1 april – Sora Elding, svensk skådespelare och sångare.
- 26 oktober – Baxter Renman, svensk barnskådespelare.

## Avlidna

### Januari
- 1 januari – Lhasa de Sela, 37, amerikansk sångerska.
- 2 januari – Gilbert Gascard (pseud. Tibet), 78, fransk serietecknare, Ric Hochet/Rick Hart.
- 3 januari – Mary Daly, 81, amerikansk radikalfeministisk filosof.
- 4 januari
  - Tadeusz Góra, 91, polsk pilot.
  - Tsutomu Yamaguchi, 93, japansk överlevare av atombombningarna av Hiroshima och Nagasaki.
- 5 januari – Kenneth Noland, 85, amerikansk konstnär.
- 8 januari – Tony Halme, 47, finländsk politiker, fribrottare och boxare.
- 9 januari – Gösta Bredefeldt, 74, svensk skådespelare.
- 10 januari – Ulf Olsson, 58, svensk dömd mördare (självmord).
- 11 januari
  - Éric Rohmer, 89, fransk filmregissör.
  - Miep Gies, 100, österrikisk kvinna, sista överlevande av de som hjälpte till att gömma Anne Frank och hennes familj.
- 12 januari – Bengt Hedlén, 88, svensk socialdirektör och debattör.
- 13 januari – Teddy Pendergrass, 59, amerikansk sångare och låtskrivare.
- 16 januari – Carl Smith, 82, amerikansk countrysångare.
- 22 januari – Jean Simmons, 80, brittisk skådespelerska.
- 24 januari – Pernell Roberts, 81, amerikansk skådespelare, känd från Bröderna Cartwright.
- 25 januari
  - Ali Hassan al-Majid, 68, (även känd som Kemiske Ali), irakisk politiker (avrättad).
  - Charles Mathias, 87, amerikansk republikansk politiker.
- 27 januari
  - J.D. Salinger, 91, amerikansk författare.
  - Howard Zinn, 87, amerikansk historiker och författare.
  - Zelda Rubinstein, 76, amerikansk skådespelerska.
- 29 januari – Mikael Reuterswärd, 45, svensk äventyrare och bergsbestigare.
- 30 januari – Roland Hedberg, 62, svensk ishockeydomare.

### Februari
- 1 februari
  - Steingrímur Hermannsson, 81, isländsk politiker, statsminister 1983–1987 och 1988–1991.
  - David Brown, 93, amerikansk filmproducent.
- 3 februari
  - Frances Reid, 95, amerikansk skådespelare.
  - Regina av Sachsen-Meiningen, 85, österrikisk prinsessa.
- 5 februari
  - Ian Carmichael, 89, brittisk skådespelare.
  - Cecil Heftel, 85, amerikansk demokratisk politiker.
- 7 februari
  - André Kolingba, 73, centralafrikansk politiker, före detta president.
  - Franco Ballerini, 45, italiensk tävlingscyklist.
- 8 februari – John Murtha, 77, amerikansk demokratisk politiker.
- 10 februari – Charles Nesbitt Wilson, 76, amerikansk demokratisk politiker vars insatser har dramatiserats i filmen Charlie Wilson's War.
- 11 februari
  - Bo Holmberg, 67, svensk socialdemokratisk politiker, make till förra utrikesministern Anna Lindh.
  - Alexander McQueen, 40, brittisk modedesigner.
  - Mona Hofland, 80, norsk skådespelare.
- 12 februari – Nodar Kumaritasjvili, 21, georgisk rodelförare (idrottsolycka).
- 13 februari – Erik Bratt, 94, svensk civilingenjör och flygare.
- 14 februari – Dick Francis, 89, brittisk kriminalförfattare och jockey.
- 17 februari – Kathryn Grayson, 88, amerikansk skådespelerska och sångerska.
- 19 februari – Jamie Gillis, 66, amerikansk porrskådespelare och regissör.
- 20 februari – Alexander Haig, 85, amerikansk politiker och general, utrikesminister 1981–1982.
- 24 februari – Pekka Tarjanne, 72, finländsk politiker, trafikminister 1972–1975.

### Mars
- 1 mars – Emil Forselius, 35, svensk skådespelare.
- 2 mars
  - Winston Churchill Jr, 69, brittisk politiker, sonson till Winston Churchill.
  - Erik Huss, 96, svensk före detta politiker och landshövding.
- 3 mars – Michael Foot, 96, brittisk politiker, partiledare för Labour 1980–1983.
- 6 mars – Ronald Pettersson, 74, svensk ishockeyspelare, mer känd som "Sura-Pelle".
- 7 mars
  - Richard Stites, 78, amerikansk historiker.
  - Carl Johan Åberg, 79, svensk ämbetsman, politiker och chefredaktör.
- 9 mars – Granny D, 100, amerikansk politiker och aktivist.
- 10 mars – Björn von der Esch, 80, svensk politiker och hovmarskalk.
- 11 mars – Stig Hadenius, 78, svensk professor i journalistik.
- 12 mars – Miguel Delibes, 89, spansk författare.
- 13 mars – He Pingping, 22, kinesisk dvärgväxt man, känd som världens kortaste man.
- 14 mars
  - Peter Graves, 83, amerikansk skådespelare.
  - Urpo Leppänen, 66, finländsk politiker
- 17 mars – Alex Chilton, 59, amerikansk musiker.
- 20 mars – Stewart Udall, 90, amerikansk demokratisk politiker, inrikesminister 1961–1969.
- 21 mars – Wolfgang Wagner, 90, tysk teaterledare, regissör och scenograf.
- 25 mars – Sture Linnér, 92, svensk diplomat och professor.
- 26 mars – Vasilij Smyslov, 89, rysk schackvärldsmästare.
- 31 mars – Eugene Allen, 90, butler i Vita huset.

### April
- 1 april

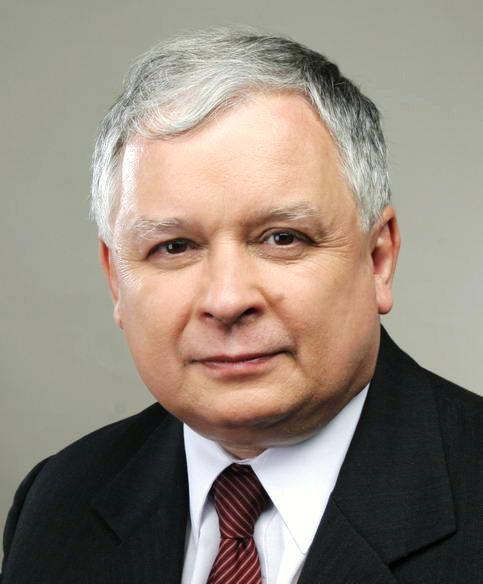
Lech Kaczyński

  - Anders "Lillen" Eklund, 52, svensk boxare.
  - John Forsythe, 92, amerikansk skådespelare.
- 3 april – Eugène Terre'Blanche, 69, sydafrikansk politiker, grundare av Afrikaner Weerstandsbeweging (mördad).
- 8 april – Abel Muzorewa, 84, zimbabwisk biskop och politiker, premiärminister juni-december 1979.
- 9 april – Kerstin Thorvall, 84, svensk författare, illustratör och journalist.
- 10 april
  - Lech Kaczyński, 60, polsk politiker, Polens president sedan 2005.
  - Maria Kaczyńska, 67, polsk presidenthustru.
  - Franciszek Gągor, 58, polsk general, generalstabschef sedan 2006.
  - Ryszard Kaczorowski, 90, polsk politiker, siste polske presidenten i exil 1989–1990.
  - Anna Walentynowicz, 80, polsk fackföreningsledare, initiativtagare till fackföreningen Solidaritet.
- 14 april – Peter Steele, 48, amerikansk rockmusiker, sångare och frontfigur i Type O Negative.
- 15 april – Tony Guldbrandzén, 67, svensk präst och debattör, biskop i Härnösands stift 2001–2009.
- 16 april – Daryl Gates, 83, amerikansk polistjänsteman, chef för Los Angeles Police Department 1978–1992.
- 18 april – Abu Hamza al-Muhajir (eller Abu Ayyub al-Masri), ca 41–42, egyptiskfödd ledare för al-Qaida i Irak.
- 19 april
  - Guru (egentligen Keith Elam), 48, amerikansk rappare, medlem av hip hop-duon Gang Starr.
  - Bisse Thofelt, 70, svensk konstnär och poet.
- 21 april – Juan Antonio Samaranch, 89, spansk diplomat, före detta ordförande i Internationella Olympiska Kommittén.
- 24 april
  - W. Willard Wirtz, 98, amerikansk arbetsmarknadsminister 1962–1969, och siste överlevande medlemmen av Kennedy-administrationen
  - Bo Hansson, 67, svensk organist och kompositör.
  - Paul Schäfer, 88, tyskfödd chilensk sektledare, nazist och sexbrottsling.
- 25 april – Alan Sillitoe, 82, brittisk författare.
- 26 april – Joseph Sarno, 89, amerikansk filmregissör, mest känd för porrfilmen Fäbodjäntan.

### Maj
- 2 maj
  - Kama Chinen, 114, japansk kvinna, världens äldsta människa.
  - Lynn Redgrave, 67, brittisk skådespelerska.
- 3 maj – Peter O'Donnell, 90, brittisk författare och serieförfattare, Modesty Blaise.
- 4 maj – Brita Borg, 83, svensk sångare, skådespelare och revyartist.
- 5 maj – Umaru Yar'Adua, 58, nigeriansk politiker, Nigerias president 2007-2010.
- 9 maj – Lena Horne, 92, amerikansk skådespelare och sångare.
- 10 maj – Frank Frazetta, 82, Amerikansk konstnär och tecknare.
- 15 maj – Besian Idrizaj, var en österrikisk fotbollsspelare.
- 16 maj
  - Ronnie James Dio, 67, amerikansk hårdrockssångare i bland annat Elf, Rainbow, Black Sabbath, Dio och Heaven and Hell.
  - Oswaldo López Arellano, 88,  Honduras Fd president.
  - Hank Jones, 91, amerikansk jazzpianist.
- 21 maj
  - Anna-Lena Löfgren, 66, svensk sångerska.
  - Ingrid Segerstedt-Wiberg, 98, svensk riksdagsledamot, journalist och debattör.
- 22 maj – Martin Gardner, 95, amerikansk matematiker.
- 24 maj – Paul Gray, 38, amerikansk basist i Slipknot.
- 26 maj – Art Linkletter, 97, amerikansk tv-personlighet.
- 28 maj – Gary Coleman, 42, amerikansk skådespelare.
- 29 maj – Dennis Hopper, 74, amerikansk skådespelare och filmregissör.
- 31 maj – Louise Bourgeois, 98, amerikansk konstnär.

### Juni
- 3 juni
  - Rue McClanahan, 76, amerikansk skådespelare.
  - Vladimir Arnold, 72, rysk matematiker.
- 9 juni – Marina Semjonova, 101, rysk ballerina och koreograf.
- 11 juni – Rock-Olga (egentligen Birgit Magnusson), 70, svensk artist.
- 18 juni – José Saramago, 87, portugisisk författare och nobelpristagare i litteratur.
- 23 juni – Pete Quaife, 66, brittisk musiker, före detta basist i The Kinks.
- 29 juni – Ingvar Callmer, 81, svensk jazztrummis.

### Juli
- 1 juli – Eddie Moussa, 26, svensk fotbollsspelare i Assyriska FF.
- 8 juli – Rolf Gülich, 98, svensk tävlingsförare på motorcykel.
- 10 juli – Bertil Werkström, 82, svensk ärkebiskop 1983–1993.
- 14 juli – Bengt Emil Johnson, 73, svensk poet, tonsättare och radiochef.
- 15 juli – Peter Fernandez, 83, amerikansk skådespelare, röstskådespelare och regissör.
- 23 juli – Jan Halldoff, 70, svensk filmregissör.
- 28 juli – Sven Ljungberg, 96, svensk bildkonstnär och grafiker.

### Augusti
- 1 augusti
  - Anna Sundqvist, 67, svensk skådespelare, sångare och revyartist.
  - Lolita Lebrón, 90, puertoricansk politiker och självständighetskämpe.
- 6 augusti – John Louis Mansi, 83, brittisk skådespelare.
- 8 augusti – Patricia Neal, 84, amerikansk Oscarsbelönad skådespelare.
- 10 augusti – Antonio Pettigrew, 42, amerikansk friidrottare, världsmästare på 400 meter löpning.
- 16 augusti – Lily Berglund, 82, svensk sångare.
- 22 augusti – Bengt Lindroos, 91, svensk arkitekt till bland annat Kaknästornet.
- 28 augusti – Keith Cederholm, 51, svensk brottsling.
- 30 augusti – Francisco Varallo, 100, argentinsk fotbollsspelare, siste överlevande från det allra första fotbolls-VM:et 1930.

### September
- 5 september
  - Guillaume Cornelis van Beverloo, ("Corneille"), målare.
  - Lewis Nkosi, 73, sydafrikansk författare.
- 6 september – Jimmy Danielsson, 30, svensk ishockeyspelare.
- 7 september – Markku Kosonen, finländsk inredningsarkitekt, timmerman och formgivare.
- 9 september – Bent Larsen, 75, dansk schackspelare.
- 12 september – Claude Chabrol, 80, fransk filmregissör.
- 17 september – Karl Erik Eriksson, 85, svensk folkpartistisk politiker.
- 20 september – Dan Sjögren, 76, svensk skådespelare.
- 25 september – Arne Isacsson, 93, svensk konstnär.
- 26 september – Gloria Stuart, 100, amerikansk skådespelerska.
- 28 september – Arthur Penn, 88, amerikansk regissör.
- 29 september
  - Tony Curtis, 85, amerikansk skådespelare.
  - Joe Mantell, 94, amerikansk skådespelare.
- 30 september – Martin Ljung, 93, svensk skådespelare.

### Oktober

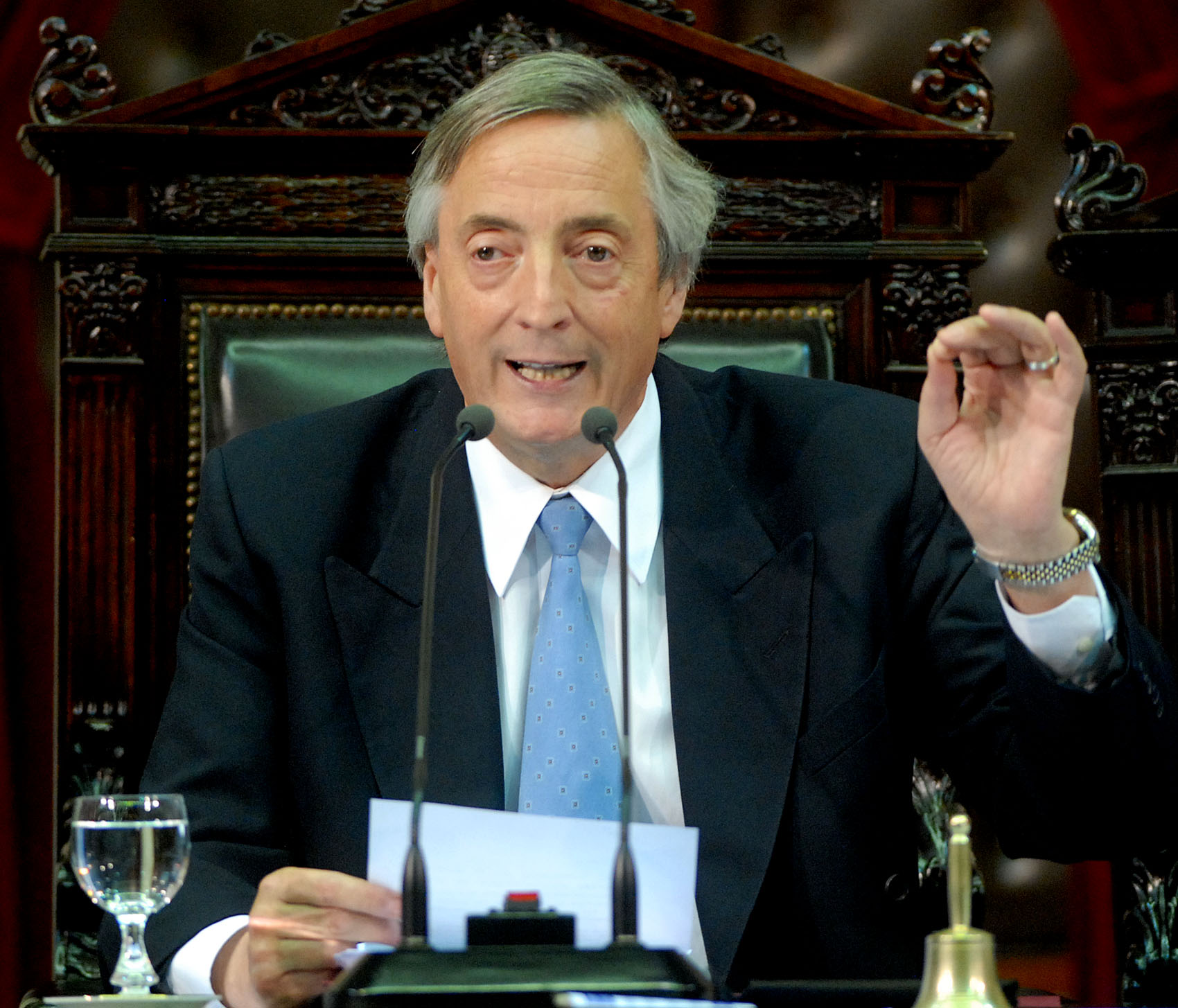
Néstor Kirchner

- 2 oktober – Brenda Cowling, 85, brittisk skådespelare.
- 3 oktober – Philippa Foot, 90, brittisk filosof.
- 4 oktober – Norman Wisdom, 95, brittisk skådespelare.
- 5 oktober – Bernard Clavel, 87, fransk författare.
- 8 oktober – Nils Hallberg, 89, svensk skådespelare.
- 10 oktober – Solomon Burke, 70, amerikansk soulsångare.
- 16 oktober – Micheal Larsen, 29, amerikansk rappare (Eyedea).
- 23 oktober – Lennart "Tigern" Johansson, 69, svensk före detta ishockeyspelare och ishockeytränare.
- 25 oktober – Hans Arnold, 85, schweizisk-svensk konstnär.
- 27 oktober – Néstor Kirchner, 60, argentinsk politiker, president 2003–2007.

### November
- 4 november – Eugénie Blanchard, 114, barthelemisk kvinna, världens äldsta människa vid sin död.
- 9 november – Rolf Pettersson, 84, svensk ishockeyspelare, världsmästare 1953.
- 27 november – Irvin Kershner, 87, amerikansk regissör.
- 28 november
  - Leslie Nielsen, 84, kanadensisk-amerikansk skådespelare.[18]
  - Svante Granlund, 89, svensk ishockeyspelare.
- 30 november – Inga Brink, 97, svensk sångare och skådespelare.

### December
- 13 december – Richard Holbrooke, 69, amerikansk diplomat.
- 15 december – Blake Edwards, 88, amerikansk regissör och manusförfattare.
- 18 december – Rune Gnestadius, 83, svensk radio- och TV-producent, programledare och kapellmästare.
- 20 december – Steve Landesberg, 65, amerikansk skådespelare.
- 25 december – Carlos Andrés Pérez, 88, venezuelansk politiker, president 1974–1979 och 1989–1993.
- 26 december – Jonas Falk, 66, svensk skådespelare.
- 29 december – Sören Wibe, 64, svensk politiker, Junilistans partiledare sedan 2008.
- 30 december – Thomas Funck, 91, svensk friherre och barnboksförfattare, skapare av Kalle Stropp och Grodan Boll.
- 31 december – Per Oscarsson, 83, svensk skådespelare.

## Priser och utmärkelser

### Nobelpriser[19]
- Fysiologi eller medicin – Robert Edwards
- Fysik – Andre Geim och Konstantin Novoselov
- Kemi – Richard Heck, Ei-ichi Negishi och Akira Suzuki
- Litteratur – Mario Vargas Llosa
- Fred – Liu Xiaobo
- Sveriges Riksbanks pris i ekonomisk vetenskap – Peter A. Diamond, Dale T. Mortensen och Christopher A. Pissarides

### Fotnoter
1. ↑  ”Europeiska året för bekämpning av fattigdom och social utestängning (2010)” ( PDF). Europeiska kommissionen. http://ec.europa.eu/social/BlobServlet?docId=1693&langId=sv. Läst 17 november 2010.
2. ↑  ”Europeiska året 2010 för bekämpning av fattigdom och social utestängning”. Social- och Hälsovårdsministeriet i Finland. Arkiverad från originalet den 14 september 2010. https://web.archive.org/web/20100914090900/http://www.stm.fi/sv/internationellt_samarbete/eu/aret2010. Läst 17 november 2010.
3. ↑  ”2010” (på (engelska)). Convention on Biological Diversity. http://www.cbd.int/2010/welcome/. Läst 17 november 2010.
4. ↑  Svenska YLE Nyheter: Finlands alla län ska slopas
5. ↑  ”Två svenska officerare och en lokalanställd tolk stupade”. Försvarsmakten. Arkiverad från originalet den 11 oktober 2011. https://web.archive.org/web/20111011024644/http://www.forsvarsmakten.se/sv/Aktuellt/Nyhetsarkiv/I-varlden/Afghanistan/2010/Tva-svenska-officerare-och-en-lokalanstalld-tolk-stupade/. Läst 25 november 2010.
6. ↑  Per Eurenius (25 april 2010). ”President Fischer omvald i Österrike”. Sveriges radio. http://sverigesradio.se/sida/artikel.aspx?programid=83&artikel=3652439. Läst 11 september 2016.
7. ↑  ”Ethiopian parties agree rules for 2010 polls” (på engelska). nazret.com. 28 oktober 2009. Arkiverad från originalet den 24 maj 2012. https://archive.is/20120524203320/http://nazret.com/blog/index.php/2009/10/28/ethiopian_parties_agree_rules_for_2010_p. Läst 16 januari 2021.
8. ↑  ”Nätförändringar i marknätet den 1 juni inför en planerad lansering av hdtv”. Teracom. Arkiverad från originalet den 9 oktober 2010. https://web.archive.org/web/20101009232808/http://www.teracom.se/Sandarinformation/Utbyggnadsplaner/. Läst 6 november 2010.
9. ↑  Det hände i dag
10. ↑  Sveriges Television 16 juni 2009 – Värnplikten avskaffas Arkiverad 7 oktober 2012 hämtat från the Wayback Machine.
11. ↑  Sveriges Television 16 juni 2009 – Allmänna värnplikten skrotas Arkiverad 26 april 2011 hämtat från the Wayback Machine.
12. ↑  Dagens Nyheter 30 augusti 2010 – Gruvolyckan i Chile – detta har hänt
13. ↑  ”Botniabanan invigdes av kung Carl Gustaf”. Sveriges Radio. 28 augusti 2010. https://sverigesradio.se/artikel/3958860. Läst 6 januari 2022.
14. ↑  Efter den 30 september 2010 kan du inte längre betala med 50-öringen Arkiverad 8 maj 2010 hämtat från the Wayback Machine.
15. ↑  Dagens Nyheter 8 december 2010 – The Ark splittras i sommar
16. ↑  SVT.se: Man sprängde sig själv i luften Arkiverad 13 december 2010 hämtat från the Wayback Machine.
17. ↑  ”Säpo inleder förundersökning om terroristbrott”. Sveriges Television. Arkiverad från originalet den 18 december 2010. https://web.archive.org/web/20101218184817/http://svt.se/2.22620/1.2266143/sapo_inleder_forundersokning_om_terroristbrott. Läst 12 december 2010.
18. ↑  Leslie Nielsen på IMDb
19. ↑  ”Nobelpriset”. https://www.nobelprize.org/prizes/lists/all-nobel-prizes/. Läst 10 april 2011.